# Ustawa o narodowym zasobie archiwalnym i archiwach
Ustawa z dnia 14 lipca 1983 r. o narodowym zasobie archiwalnym i archiwach, w skrócie zwana czasem ustawą archiwalną — polska ustawa całościowo regulująca prawo archiwalne. Razem z przepisami wykonawczymi oraz resortowymi aktami prawnymi tworzy prawo archiwalne. Weszła w życie z dniem 1 stycznia 1984 r., po 1989 r. była wielokrotnie zmieniana.
Ustawa archiwalna w obecnym kształcie składa się z 9 rozdziałów:
1. Przepisy ogólne,
2. Postępowanie z materiałami archiwalnymi,
3. Państwowy zasób archiwalny,
4. Niepaństwowy zasób archiwalny,
5. Działalność gospodarcza w zakresie przechowywania dokumentacji osobowej i płacowej pracodawców o czasowym okresie przechowywania,
6. Postępowanie z dokumentacją osobową i płacową w przypadku likwidacji lub upadłości pracodawcy,
7. Przepisy karne,
8. Zmiany w przepisach obowiązujących,
9. Przepisy przejściowe i końcowe.

Dla archiwistyki stanowi ona fundamentalny akt prawny, który definiuje podstawowe pojęcia prawa archiwalnego, normuje zasady postępowania z materiałami archiwalnymi, określa sankcje prawno – karne za naruszenie ustawy, ustala warunki prowadzenia działalności gospodarczej w zakresie przechowywania dokumentacji pracowniczej i określa zasady postępowania z dokumentacją w razie ustania działalności pracodawcy.